# Nannoniscus profundus
Nannoniscus profundus là một loài chân đều trong họ Nannoniscidae. Loài này được Svavarsson miêu tả khoa học năm 1982.